# 293 (tal)
293 är det naturliga talet som följer 292 och som följs av 294.

## Inom vetenskapen
- 293 Brasilia, en asteroid.

## Inom matematiken
- 293 är ett udda tal.
- 293 är ett primtal.